# Hurricane (Cradle to the Grave)
"Hurricane (Cradle To The Grave)" (español: "Huracán (de la cuna a la tumba)") es una canción de Grace Jones de 1997 producida por el artista de trip-hop Tricky y destinada a un álbum de nombre Force Of Nature (español: Fuerza De La Naturaleza) que nunca fue terminado debido a fuertes desacuerdos entre Jones y Tricky.
"Hurricane (Cradle to the Grave)" fue lanzado como un white label de 12" con dos mezclas de la canción. Diez años más tarde Jones regrabó la canción para el lanzamiento de su álbum Hurricane, su primer álbum en 19 años, lanzado en octubre de 2008.
"Hurricane" fue el tema de apertura en la Issa London Sring/Summer 2010 del desfile de moda en London Fashion Week.